# Lagidacris geniculata
Lagidacris geniculata är en insektsart som beskrevs av Christiane Amédégnato och Marius Descamps 1979. Lagidacris geniculata ingår i släktet Lagidacris och familjen gräshoppor. Inga underarter finns listade i Catalogue of Life.